# Zhou Liran
Zhou Liran, anche noto come Liran Zhou (22 aprile 2008), è uno scacchista statunitense.
Ha ottenuto il titolo di Maestro FIDE nell'ottobre del 2019.
Nella lista FIDE di marzo 2020 ha 2351 punti Elo, 1º al mondo negli U12. 

## Biografia
Ha ottenuto il titolo di maestro nazionale statunitense all'età di 9 anni 3 mesi e 22 giorni nell'aprile 2017, diventando così il più giovane ad ottenere il titolo negli USA. Il suo record è resistito fino all'aprile del 2018, quando è stato battuto da Abhimanyu Mishra, che è diventato maestro all'età di 9 anni 2 mesi e 17 giorni.

## Carriera
In luglio 2017 ha vinto a Morristown il North American Youth Championship nella sezione U10.
Il 1º agosto 2017 ha superato i 2200 punti Elo nella lista della USCF, diventando Maestro della Federazione statunitense all'eta di 9 anni, 3 mesi e 8 giorni.
Il 31 agosto 2017 ha vinto a Poços de Caldas il Campionato del mondo giovanile U10.
In settembre 2019 ha vinto a Weifang il Campionato del mondo giovanile U12.